# Họ Cò quăm
Họ Cò quăm (danh pháp khoa học: Threskiornithidae) là một họ bao gồm khoảng 35 loài chim lớn sống trên đất liền và lội nước, theo truyền thống được chia ra làm 2 phân họ, bao gồm Threskionithinae (cò quăm) và Plateinae (cò thìa). Trước đây nó còn có tên khoa học là Plataleidae. Cò quăm và cò thìa nói chung từng được coi là có quan hệ họ hàng với các nhóm chim chân dài, lội nước khác trong bộ Ciconiiformes, bao gồm cò, cò lửa và diệc nhưng nghiên cứu gần đây cho thấy chúng thuộc về bộ Bồ nông (Pelecaniformes) nghĩa rộng. Đại hội Điểu học quốc tế (IOC) gần đây đã phân loại lại họ Threskiornithidae cùng đơn vị phân loại chị em của nó là họ Ardeidae vào bộ Pelecaniformes thay vì bộ trước đây là bộ Ciconiiformes.
Cho tới năm 2010 thì việc hai phân họ truyền thống này có là đơn ngành tương đối so với nhau hay không vẫn là câu hỏi để ngỏ. Mục từ cho Threskiornithidae trong danh lục của Ủy ban phân loại chim Nam Mỹ chứa ghi chú sau "Two subfamilies are traditionally (e.g., Matheu & del Hoyo 1992) recognized: Threskiornithinae for ibises and Plataleinae for spoonbills; because the main distinction has to do with bill shape, additional information, especially genetic, is required to recognize a major, deep split in the family." nghĩa là: Hai phân họ theo truyền thống (chẳng hạn Matheu & del Hoyo 1992) được công nhận: Threskiornithinae cho cò quăm và Plataleinae cho cò thìa; do khác biệt chính là hình dạng của mỏ, nên các thông tin bổ sung, đặc biệt là di truyền học, là cần thiết để công nhận sự chia tách sâu và lớn trong họ.
Các nghiên cứu năm 2010-2013 cho thấy cò thìa không phải là phân họ độc lập với cò quăm, mà ngược lại nó là một phần trong nhóm cò quăm phân bố rộng khắp thế giới,, có lẽ có quan hệ họ hàng gần nhất với Threskiornis và Pseudibis.

## Miêu tả và sinh thái học
Các thành viên trong họ có cánh dài, rộng với 11 lông cánh sơ cấp và khoảng 20 lông thứ cấp. Chúng là các loài chim bay khỏe và một cách đáng ngạc nhiên, khi xét tới kích thước và khối lượng của chúng, là những loài chim bay vút lên rất nhanh. Cơ thể chúng nói chung thuôn dài, cổ thuôn dài và chân dài. Mỏ cũng dài, cong về phía dưới ở các loài cò quăm, thẳng và bẹt đặc trưng ở cò thìa. Chúng là các loài chim lớn, nhưng về kích thước chỉ là trung bình trong bộ, nằm trong khoảng từ nhỏ như ở cò quăm ôliu lùn (Bostrychia bocagei) với kích thước 45 cm (18 inch) và cân nặng 450 g (1 lb), tới lớn như ở cò quăm lớn (Thaumatibis gigantea) với kích thước 100 cm (40 inch) và cân nặng 4,2 kg (9,2 lb).
Chúng phân bố gần như khắp thế giới, gần như được tìm thấy gần mọi khu vực có nước ngọt (hay lợ) tĩnh tại hay chảy chậm. Cò quăm cũng thấy tại các khu vực khô hơn, bao gồm các bãi rác rìa vùng đô thị. Tất cả đều là các loài kiếm ăn ban ngày, chúng miệt mài kiếm ăn cả ngày với thức ăn là nhiều chủng loại động vật không xương sống cũng như động vật có xương sống nhỏ: cò quăm thăm dò trong đất mềm và bùn, cò thìa thì bằng cách vung vẩy mỏ từ bên này sang bên kia trong các vùng nước nông. Ban đêm, chúng đậu trên cây gần mặt nước. Chúng sống thành bầy, kể cả khi đi kiếm ăn lẫn khi đậu nghỉ trên cây hay khi bay, thường thành từng đàn.
Làm tổ thành bầy thấy ở cò quăm, trong khi cò thìa thường tạo thành các nhóm nhỏ hay đơn lẻ, gần như luôn luôn trên cây, sát với mặt nước, nhưng đôi khi trên các đảo hay đảo nhỏ trong vùng đầm lầy. Nói chung, chim mái sẽ xây một tổ với kết cấu lớn từ lau sậy và que củi do chim trống tha về. Mỗi lứa đẻ khoảng 2 tới 5 trứng; chim non nở không cùng một lúc. Cả chim trống lẫn chim mái đều thay phiên nhau ấp trứng, và sau khi chim con chào đời thì chúng nuuoi con bằng cách mớm mồi. Khoảng 2-3 tuần sau khi nở thì chim non không cần chăm sóc liên tục và có thể rời tổ, thường tụ tập lại với nhau nhưng sẽ trở về để được chim bố mẹ của chúng cho ăn.

## Các loài
Phân loại dưới đây là theo truyền thống.
HỌ: THRESKIORNITHIDAE
- Phân họ: Threskiornithinae - Cò quăm
  - Chi Eudocimus
    - Cò quăm trắng châu Mỹ, Eudocimus albus
    - Cò quăm đỏ, Eudocimus ruber

  - Chi Cercibis
    - Cò quăm đuôi nhọn, Cercibis oxycerca

  - Chi Mesembrinibis
    - Cò quăm xanh, Mesembrinibis cayennensis

  - Chi Phimosus
    - Cò quăm mặt trần, Phimosus infuscatus

  - Chi Theristicus
    - Cò quăm chì, Theristicus caerulescens
    - Cò quăm cổ vàng sẫm, Theristicus caudatus
    - Cò quăm mặt đen, Theristicus melanopis

  - Chi Plegadis
    - Quắm đen, Plegadis falcinellus
    - Cò quăm mặt trắng, Plegadis chihi
    - Cò quăm Puna, Plegadis ridgwayi

  - Chi Nipponia
    - Cò quăm mào Nhật Bản, Nipponia nippon

  - Chi Lophotibis
    - Cò quăm mào Madagascar, Lophotibis cristata

  - Chi Geronticus
    - Cò quăm hói phương bắc, Geronticus eremita
    - Cò quăm hói phương nam, Geronticus calvus

  - Chi Bostrychia
    - Cò quăm ôliu, Bostrychia olivacea
    - Cò quăm ôliu lùn, Bostrychia bocagei
    - Cò quăm ngực đốm, Bostrychia rara
    - Cò quăm Hadada, Bostrychia hagedash
    - Cò quăm yếm, Bostrychia carunculata

  - Chi Pseudibis
    - Cò quăm đen Ấn Độ, Pseudibis papillosa
    - Cò quăm cánh xanh hay cò quăm vai trắng, Pseudibis davisoni

  - Chi Thaumatibis = Pseudibis
    - Cò quăm lớn hay quăm lớn, Thaumatibis gigantea

  - Chi Threskiornis
    - Cò quăm trắng Réunion, Threskiornis solitarius tuyệt chủng
    - Cò quăm trắng châu Phi, Threskiornis aethiopicus
    - Cò quăm trắng Madagascar, Threskiornis bernieri
    - Cò quăm đầu đen, Threskiornis melanocephalus
    - Cò quăm trắng Australia, Threskiornis moluccus
    - Cò quăm cổ vàng rơm, Threskiornis spinicollis
- Phân họ: Plateinae - Cò thìa
  - Chi Platalea
    - Cò thìa hồng, Platalea ajaja
    - Cò thìa mỏ vàng, Platalea flavipes
    - Cò thìa châu Phi, Platalea alba
    - Cò thìa châu Âu, Platalea leucorodia
    - Cò thìa hay cò thìa mặt đen, Platalea minor
    - Cò thìa mỏ đen, Platalea regia

## Phát sinh chủng loài
Sắp xếp truyền thống như trong phân loại trên đây, coi cò quăm và cò thìa như là hai phân họ chị-em (Threskiornithinae và Plateinae) là một điều không thuyết phục. Chính xác thì các loài cò thìa không phải là nhóm chị-em với toàn thể các loài cò quăm. Thay vì thế, cò thìa có quan hệ họ hàng gần gũi nhất với nhóm cò quăm thuộc chi Threskiornis và có thể là cả với Pseudibis. Luận văn thạc sĩ của Krattinger (2010) chỉ ra thực tế này một cách rõ ràng. Chesser và ctv. (2010) cũng đưa ra quan điểm phù hợp với ý tưởng này, và nó cũng đã từng xuất hiện trong Sibley và Ahlquist (1990; hình 367). Tuy nhiên Sibley và Ahlquist lại không đưa ra bình luận gì về điều này, có lẽ là do họ cho rằng điều đó là không thể tin được.
Đáng chú ý là còn có các gợi ý khác cho thấy cò thìa không nên được coi là phân họ riêng biệt. Matheu và del Hoyo (1992) có đề cập rằng người ta đã biết rằng cò thìa châu Âu (Platalea leucorodia) lai ghép được với cò quăm đầu đen (Threskiornis melanocephalus). Thật không may là họ lại không kết nối điều này với các kết quả của Sibley và Ahlquist.
Krattinger (2010) cũng ước tính các khoảng thời gian rẽ nhánh ra. Các kết quả của ông gợi ý rằng nhánh cò thìa đã phát sinh khoảng 15 triệu năm trước (với sai số lớn). Khoảng thời gian này là quá đủ để tiến hóa ngay cả kiểu mỏ rất khác biệt. Các loài chim hút mật Hawaii (Drepanidinae) đã tiến hóa các kiểu mỏ của chúng chỉ mất một nửa khoảng thời gian này.
Krattinger cũng phát hiện sự phân chia sâu trong họ Threskiornithidae, nhưng là giữa các chi cò quăm thuộc Tân thế giới (Eudociminae) với phần còn lại (Threskiornithinae), chứ không phải giữa cò quăm với cò thìa. Việc sắp xếp lại như các phân họ này nhấn mạnh sự thay đổi cơ bản trong phân loại cò quăm và cò thìa.
Krattinger (2010) chỉ kiểm tra DNA từ trên một nửa số loài trong họ Threskiornithidae nên vị trí chính xác của một vài chi thuộc Cựu thế giới vẫn chưa được giải quyết triệt để (Bostrychia, Lophotibis, Nipponia), nhưng cây phát sinh dưới đây là diễn giải hợp lý cho những gì mà Krattinger đã tìm thấy. Cây phát sinh này cũng phù hợp với các kết quả của Chesser và ctv. (2010) và Sibley và Ahlquist (1990). Dấu hỏi bên cạnh tên chi là để lưu ý rằng chi đó đã không được lấy mẫu.

|  | Eudocimus |
|  | |
|  | \| \| ? Cercibis \| \| \| \| \| \| ? Mesembrinibis \| \| \| \| \| \| Phimosus \| \| \| \| \| \| Theristicus \| \| \| \| |
|  | |
|  | ? Cercibis |
|  | |
|  | ? Mesembrinibis |
|  | |
|  | Phimosus |
|  | |
|  | Theristicus |
|  | |

|  | ? Cercibis      |
|  |                 |
|  | ? Mesembrinibis |
|  |                 |
|  | Phimosus        |
|  |                 |
|  | Theristicus     |
|  |                 |

|  | \| \| Lophotibis \| \| \| \| \| \| Geronticus \| \| \| \| |
|  |                                                           |
|  | Bostrychia                                                |
|  |                                                           |
|  | Lophotibis                                                |
|  |                                                           |
|  | Geronticus                                                |
|  |                                                           |

|  | Lophotibis |
|  |            |
|  | Geronticus |
|  |            |

|  | Platalea                                                     |
|  |                                                              |
|  | \| \| ? Pseudibis \| \| \| \| \| \| Threskiornis \| \| \| \| |
|  |                                                              |
|  | ? Pseudibis                                                  |
|  |                                                              |
|  | Threskiornis                                                 |
|  |                                                              |

|  | ? Pseudibis  |
|  |              |
|  | Threskiornis |
|  |              |

|  | \| \| Lophotibis \| \| \| \| \| \| Geronticus \| \| \| \| |
|  |                                                           |
|  | Bostrychia                                                |
|  |                                                           |
|  | Lophotibis                                                |
|  |                                                           |
|  | Geronticus                                                |
|  |                                                           |

|  | Lophotibis |
|  |            |
|  | Geronticus |
|  |            |

|  | Platalea                                                     |
|  |                                                              |
|  | \| \| ? Pseudibis \| \| \| \| \| \| Threskiornis \| \| \| \| |
|  |                                                              |
|  | ? Pseudibis                                                  |
|  |                                                              |
|  | Threskiornis                                                 |
|  |                                                              |

|  | ? Pseudibis  |
|  |              |
|  | Threskiornis |
|  |              |

|  | \| \| Lophotibis \| \| \| \| \| \| Geronticus \| \| \| \| |
|  |                                                           |
|  | Bostrychia                                                |
|  |                                                           |
|  | Lophotibis                                                |
|  |                                                           |
|  | Geronticus                                                |
|  |                                                           |

|  | Lophotibis |
|  |            |
|  | Geronticus |
|  |            |

|  | Platalea                                                     |
|  |                                                              |
|  | \| \| ? Pseudibis \| \| \| \| \| \| Threskiornis \| \| \| \| |
|  |                                                              |
|  | ? Pseudibis                                                  |
|  |                                                              |
|  | Threskiornis                                                 |
|  |                                                              |

|  | ? Pseudibis  |
|  |              |
|  | Threskiornis |
|  |              |

|  | \| \| Lophotibis \| \| \| \| \| \| Geronticus \| \| \| \| |
|  |                                                           |
|  | Bostrychia                                                |
|  |                                                           |
|  | Lophotibis                                                |
|  |                                                           |
|  | Geronticus                                                |
|  |                                                           |

|  | Lophotibis |
|  |            |
|  | Geronticus |
|  |            |

|  | Platalea                                                     |
|  |                                                              |
|  | \| \| ? Pseudibis \| \| \| \| \| \| Threskiornis \| \| \| \| |
|  |                                                              |
|  | ? Pseudibis                                                  |
|  |                                                              |
|  | Threskiornis                                                 |
|  |                                                              |

|  | ? Pseudibis  |
|  |              |
|  | Threskiornis |
|  |              |

|  | \| \| Lophotibis \| \| \| \| \| \| Geronticus \| \| \| \| |
|  |                                                           |
|  | Bostrychia                                                |
|  |                                                           |
|  | Lophotibis                                                |
|  |                                                           |
|  | Geronticus                                                |
|  |                                                           |

|  | Lophotibis |
|  |            |
|  | Geronticus |
|  |            |

|  | Platalea                                                     |
|  |                                                              |
|  | \| \| ? Pseudibis \| \| \| \| \| \| Threskiornis \| \| \| \| |
|  |                                                              |
|  | ? Pseudibis                                                  |
|  |                                                              |
|  | Threskiornis                                                 |
|  |                                                              |

|  | ? Pseudibis  |
|  |              |
|  | Threskiornis |
|  |              |

|  | \| \| Lophotibis \| \| \| \| \| \| Geronticus \| \| \| \| |
|  |                                                           |
|  | Bostrychia                                                |
|  |                                                           |
|  | Lophotibis                                                |
|  |                                                           |
|  | Geronticus                                                |
|  |                                                           |

|  | Lophotibis |
|  |            |
|  | Geronticus |
|  |            |

|  | Platalea                                                     |
|  |                                                              |
|  | \| \| ? Pseudibis \| \| \| \| \| \| Threskiornis \| \| \| \| |
|  |                                                              |
|  | ? Pseudibis                                                  |
|  |                                                              |
|  | Threskiornis                                                 |
|  |                                                              |

|  | ? Pseudibis  |
|  |              |
|  | Threskiornis |
|  |              |

|  | \| \| Lophotibis \| \| \| \| \| \| Geronticus \| \| \| \| |
|  |                                                           |
|  | Bostrychia                                                |
|  |                                                           |
|  | Lophotibis                                                |
|  |                                                           |
|  | Geronticus                                                |
|  |                                                           |

|  | Lophotibis |
|  |            |
|  | Geronticus |
|  |            |

|  | Platalea                                                     |
|  |                                                              |
|  | \| \| ? Pseudibis \| \| \| \| \| \| Threskiornis \| \| \| \| |
|  |                                                              |
|  | ? Pseudibis                                                  |
|  |                                                              |
|  | Threskiornis                                                 |
|  |                                                              |

|  | ? Pseudibis  |
|  |              |
|  | Threskiornis |
|  |              |

|  | \| \| Lophotibis \| \| \| \| \| \| Geronticus \| \| \| \| |
|  |                                                           |
|  | Bostrychia                                                |
|  |                                                           |
|  | Lophotibis                                                |
|  |                                                           |
|  | Geronticus                                                |
|  |                                                           |

|  | Lophotibis |
|  |            |
|  | Geronticus |
|  |            |

|  | Platalea                                                     |
|  |                                                              |
|  | \| \| ? Pseudibis \| \| \| \| \| \| Threskiornis \| \| \| \| |
|  |                                                              |
|  | ? Pseudibis                                                  |
|  |                                                              |
|  | Threskiornis                                                 |
|  |                                                              |

|  | ? Pseudibis  |
|  |              |
|  | Threskiornis |
|  |              |

|  | Eudocimus |
|  | |
|  | \| \| ? Cercibis \| \| \| \| \| \| ? Mesembrinibis \| \| \| \| \| \| Phimosus \| \| \| \| \| \| Theristicus \| \| \| \| |
|  | |
|  | ? Cercibis |
|  | |
|  | ? Mesembrinibis |
|  | |
|  | Phimosus |
|  | |
|  | Theristicus |
|  | |

|  | ? Cercibis      |
|  |                 |
|  | ? Mesembrinibis |
|  |                 |
|  | Phimosus        |
|  |                 |
|  | Theristicus     |
|  |                 |

|  | \| \| Lophotibis \| \| \| \| \| \| Geronticus \| \| \| \| |
|  |                                                           |
|  | Bostrychia                                                |
|  |                                                           |
|  | Lophotibis                                                |
|  |                                                           |
|  | Geronticus                                                |
|  |                                                           |

|  | Lophotibis |
|  |            |
|  | Geronticus |
|  |            |

|  | Platalea                                                     |
|  |                                                              |
|  | \| \| ? Pseudibis \| \| \| \| \| \| Threskiornis \| \| \| \| |
|  |                                                              |
|  | ? Pseudibis                                                  |
|  |                                                              |
|  | Threskiornis                                                 |
|  |                                                              |

|  | ? Pseudibis  |
|  |              |
|  | Threskiornis |
|  |              |

|  | \| \| Lophotibis \| \| \| \| \| \| Geronticus \| \| \| \| |
|  |                                                           |
|  | Bostrychia                                                |
|  |                                                           |
|  | Lophotibis                                                |
|  |                                                           |
|  | Geronticus                                                |
|  |                                                           |

|  | Lophotibis |
|  |            |
|  | Geronticus |
|  |            |

|  | Platalea                                                     |
|  |                                                              |
|  | \| \| ? Pseudibis \| \| \| \| \| \| Threskiornis \| \| \| \| |
|  |                                                              |
|  | ? Pseudibis                                                  |
|  |                                                              |
|  | Threskiornis                                                 |
|  |                                                              |

|  | ? Pseudibis  |
|  |              |
|  | Threskiornis |
|  |              |

|  | \| \| Lophotibis \| \| \| \| \| \| Geronticus \| \| \| \| |
|  |                                                           |
|  | Bostrychia                                                |
|  |                                                           |
|  | Lophotibis                                                |
|  |                                                           |
|  | Geronticus                                                |
|  |                                                           |

|  | Lophotibis |
|  |            |
|  | Geronticus |
|  |            |

|  | Platalea                                                     |
|  |                                                              |
|  | \| \| ? Pseudibis \| \| \| \| \| \| Threskiornis \| \| \| \| |
|  |                                                              |
|  | ? Pseudibis                                                  |
|  |                                                              |
|  | Threskiornis                                                 |
|  |                                                              |

|  | ? Pseudibis  |
|  |              |
|  | Threskiornis |
|  |              |

|  | \| \| Lophotibis \| \| \| \| \| \| Geronticus \| \| \| \| |
|  |                                                           |
|  | Bostrychia                                                |
|  |                                                           |
|  | Lophotibis                                                |
|  |                                                           |
|  | Geronticus                                                |
|  |                                                           |

|  | Lophotibis |
|  |            |
|  | Geronticus |
|  |            |

|  | Platalea                                                     |
|  |                                                              |
|  | \| \| ? Pseudibis \| \| \| \| \| \| Threskiornis \| \| \| \| |
|  |                                                              |
|  | ? Pseudibis                                                  |
|  |                                                              |
|  | Threskiornis                                                 |
|  |                                                              |

|  | ? Pseudibis  |
|  |              |
|  | Threskiornis |
|  |              |

|  | \| \| Lophotibis \| \| \| \| \| \| Geronticus \| \| \| \| |
|  |                                                           |
|  | Bostrychia                                                |
|  |                                                           |
|  | Lophotibis                                                |
|  |                                                           |
|  | Geronticus                                                |
|  |                                                           |

|  | Lophotibis |
|  |            |
|  | Geronticus |
|  |            |

|  | Platalea                                                     |
|  |                                                              |
|  | \| \| ? Pseudibis \| \| \| \| \| \| Threskiornis \| \| \| \| |
|  |                                                              |
|  | ? Pseudibis                                                  |
|  |                                                              |
|  | Threskiornis                                                 |
|  |                                                              |

|  | ? Pseudibis  |
|  |              |
|  | Threskiornis |
|  |              |

|  | \| \| Lophotibis \| \| \| \| \| \| Geronticus \| \| \| \| |
|  |                                                           |
|  | Bostrychia                                                |
|  |                                                           |
|  | Lophotibis                                                |
|  |                                                           |
|  | Geronticus                                                |
|  |                                                           |

|  | Lophotibis |
|  |            |
|  | Geronticus |
|  |            |

|  | Platalea                                                     |
|  |                                                              |
|  | \| \| ? Pseudibis \| \| \| \| \| \| Threskiornis \| \| \| \| |
|  |                                                              |
|  | ? Pseudibis                                                  |
|  |                                                              |
|  | Threskiornis                                                 |
|  |                                                              |

|  | ? Pseudibis  |
|  |              |
|  | Threskiornis |
|  |              |

|  | \| \| Lophotibis \| \| \| \| \| \| Geronticus \| \| \| \| |
|  |                                                           |
|  | Bostrychia                                                |
|  |                                                           |
|  | Lophotibis                                                |
|  |                                                           |
|  | Geronticus                                                |
|  |                                                           |

|  | Lophotibis |
|  |            |
|  | Geronticus |
|  |            |

|  | Platalea                                                     |
|  |                                                              |
|  | \| \| ? Pseudibis \| \| \| \| \| \| Threskiornis \| \| \| \| |
|  |                                                              |
|  | ? Pseudibis                                                  |
|  |                                                              |
|  | Threskiornis                                                 |
|  |                                                              |

|  | ? Pseudibis  |
|  |              |
|  | Threskiornis |
|  |              |

|  | \| \| Lophotibis \| \| \| \| \| \| Geronticus \| \| \| \| |
|  |                                                           |
|  | Bostrychia                                                |
|  |                                                           |
|  | Lophotibis                                                |
|  |                                                           |
|  | Geronticus                                                |
|  |                                                           |

|  | Lophotibis |
|  |            |
|  | Geronticus |
|  |            |

|  | Platalea                                                     |
|  |                                                              |
|  | \| \| ? Pseudibis \| \| \| \| \| \| Threskiornis \| \| \| \| |
|  |                                                              |
|  | ? Pseudibis                                                  |
|  |                                                              |
|  | Threskiornis                                                 |
|  |                                                              |

|  | ? Pseudibis  |
|  |              |
|  | Threskiornis |
|  |              |